# 藤田若雄
藤田 若雄（ふじた わかお、1912年11月2日 - 1977年1月2日）は、日本の法学者。専門は労働法。東京大学名誉教授。

## 略歴
北海道出身。東京帝国大学法学部卒。
住友鉱業に入社、1946年職員組合委員長。西南学院専門学校講師、1949年東京大学社会科学研究所助手、1950年講師、1968年教授。1973年定年退官、名誉教授、国際基督教大学教授。労働組合を誓約集団ととらえる理論を展開した。矢内原忠雄に学んだキリスト教徒。旧蔵資料は専修大学図書館に「藤田若雄文庫」として遺る。

## 著書
- 『協約闘争の理論 労資の対抗と協約の機能』労働法律旬報社 1953
- 『第二組合 統一運動の発展』日本評論新社 1955
- 『団結の法構造 労働協約の研究』法律文化社 1955
- 『組合とストライキ 転換期に立つ労働組合』東京大学出版会 東大新書 1959
- 『サラリーマンの思想と生活 昇進コース閉塞のもたらすもの』東洋経済新報社 1959
- 『日本労働協約論』東京大学出版会 東大社会科学研究叢書 1961
- 『労働組合の組織と運動』ミネルヴァ書房 1962
- 『現代労働組合入門 この弱点を克服しよう』青木新書 1963
- 『労働協約論』日本労働協会 JIL文庫 1963
- 『労働組合と労働協約』白桃書房 1963
- 『労働者の経営学』河出書房新社 1964
- 『矢内原忠雄 その信仰と生涯』教文館 1967
- 『労働組合運動の転換』日本評論社 1968
- 『礎をすえるもの』福村出版 1970
- 『革新の原点とはなにか』三一新書 1970
- 『日本の労働組合』日本労働協会 テキスト双書 1972
- 『日本労働争議法論』東京大学出版会 東大社会科学研究叢書 1973
- 『日本労働法論』木鐸社 1973
- 『労働問題入門』ダイヤモンド社 ダイヤモンド全書 1975
- 『時論』キリスト教図書出版社 1977
- 『藤田若雄著作集』全4巻、三一書房 1982-83

第1巻 （労働者の新しい精神の探究）　1983
第2巻 （戦後労働運動史論） 1982
第3巻 （戦後労働組合組織論　1982
第4巻 （年功的労使関係の法構造）　1983
- 『藤田若雄キリスト教社会思想著作集』全3巻　藤田若雄キリスト教社会思想著作集刊行会 1983‐84
  - 『藤田若雄キリスト教社会思想著作集 別巻 （日記・書簡・聴きとり）』1984

### 共編著
- 『労働組合の法律相談』沼田稲次郎,佐伯静治共著 日本評論新社 1955‐57
- 『労働組合の構造と機能 職場組織の実態分析』大河内一男,氏原正治郎共編 東京大学出版会 東京大学社会科学研究所研究報告 1959
- 『日本型労働組合と年功制度』氏原正治郎,舟橋尚道共著 東洋経済新報社 1960
- 『賃金の基礎知識』遠藤湘吉共編 労働法学研究所 1961
- 『労働組合の組織と運営 組合論入門』遠藤湘吉共編 労働法学研究所 1961
- 『講座日本の労働問題 第4 労働組合運動史』大河内一男共編 弘文堂 1962
- 『真理への畏敬 矢内原忠雄先生信仰五十年記念講演』富田和久,大塚久雄共著 みすず書房 1962
- 『石炭鉱業合理化の実態』舟橋尚道共編 御茶の水書房 東京大学社会科学研究所調査報告 1962
- 『戦後日本の労働争議』塩田庄兵衛共編 御茶の水書房 1963
- 『混迷と頽廃のなかから われわれキリスト者はこう考える』大塚久雄共著 みすず書房 1967
- 矢内原忠雄『土曜学校講義』矢内原伊作共編 みすず書房 1968‐72
- 『既成革新からの離脱』清水一共編 亜紀書房 労働問題研究 1970
- 『新左翼の労働組合論』清水一共編 亜紀書房 労働問題研究　1971
- 『春闘方式の止揚をめざして』清水一共編 亜紀書房 労働問題研究 1974
- 『内村鑑三記念講演研究 中間報告』編著 大河原礼三・キリスト教社会思想研究会 1973-1975
- 『内村鑑三を継承した人々』編著 木鐸社 1977

### 翻訳
- ハロルド・ラスキ『現代社会における労働運動』隅谷三喜男共訳 みすず書房 1951

## 関連書籍
- 藤田起編『藤田若雄 信仰と学問』教文館 1981
- 阿部健、奥田暁子、中島正道編著『職業・思想・運動 : マイノリティの挑戦』三一書房 1998